# Autostrada A29 (Franța)
Autostrada A29 este o autostradă care leagă autostrada A13, în dreptul localității Beuzeville (în apropiere de Deauville), de autostrada A26, în dreptul localității Saint-Quentin. Ea deservește succesiv orașele Le Havre și Amiens.
Ea este formată din trei tronsoane distincte:
Beuzeville - Saint-Saëns;
Saint-Germain-sur-Eaulne - Amiens Vest;
Amiens Sud - Saint-Quentin.
Cele trei tronsoane sunt întrerupte de autostrada A28 între Saint-Saëns și Saint-Germain-sur-Eaulne (tronson comun) și de autostrada A16 la nivelul orașului Amiens (tronson comun).
Traseul acestei autostrăzi include Pont de Normandie și o secțiune de drum național cu 2×2 benzi, N 1029, pentru a traversa Grand Canal du Havre pe teritoriul comunei Oudalle din departamentul Seine-Maritime.
Autostrada A29 face parte din Marea centură de ocolire a Parisului. Secțiunea Beuzeville - Saint-Saëns face, de asemenea, parte din Ruta Estuarelor, care urmează litoralul de Nord și Vest al Franței.
Făcând parte din rețeaua autostrăzilor din nord-estul Franței, administrarea acesteia este concesionată companiei SAPN pentru secțiunea Beuzeville - Saint-Saëns și companiei Sanef pentru secțiunea Saint-Germain-sur-Eaulne - Saint-Quentin. Autostrada este astfel cu plată pe o mare parte a traseului său, cu excepția traversării Grand Canal du Havre, a zonelor adiacente autostrăzii A28 și a centurii de ocolire sudice a orașului Amiens. Pont de Normandie are sistem de taxare deschis, fiind concesionat Camerei de Comerț și Industrie Seine Estuaire.
În 2010, autostrada A29 a fost supusă unei renovări pe segmentul Le Havre - Saint-Saëns.

## Traseu
| De la A13 până la Podul Normandiei; secțiune cu taxare în sistem deschis, concesionată companiei SAPN.                                                                          | |              |
| A13 E46 | |              |
| A29 | |              |
| | Punctul de taxare Quetteville. |              |
| 1 - Aéroport de Saint-Gatien | Zonă deservită: Aeroportul Deauville – Saint-Gatien (nod rutier parțial).                                                                                     |              |
| 2 - Deauville/Trouville | Orașe deservite: Deauville, Trouville-sur-Mer, Aeroportul Deauville – Saint-Gatien, Zone d'Activités du Plateau (nod rutier parțial).                         |              |
| 3 - Honfleur | Orașe deservite: Le Mans, Honfleur, Pont-Audemer (nod rutier parțial).                                                                                        | RD580        |
| A29 | |              |
| Pont de Normandie și accesurile sale de Nord și Sud; secțiune cu statut de drum expres cu taxare în sistem deschis, concesionată Camerei de Comerț și Industrie Seine Estuaire. | |              |
| RN1029 | |              |
| | Pont de Normandie. |              |
| | Trecerea din departamentul Calvados în departamentul Seine-Maritime.                                                                                          |              |
| | Zonă de odihnă: La Baie de Seine (în ambele sensuri). |              |
| | Punctul de taxare Pont de Normandie. |              |
| 4 - Port sud | Zonă deservită: Le Havre-Port sud. |              |
| De la ieșirea 4 până la ieșirea 5; secțiune cu statut de drum expres gratuit, concesionată Camerei de Comerț și Industrie Seine Estuaire.                                       | |              |
| 5 - Zone Industrialo-Portuaire | Zonă deservită: Le Havre-Zona Industrialo-Portuară, , Portul de Est și de Vest, Centrul Rutier.                                                               |              |
| RN1029 | |              |
| De la ieșirea 5 până la A131; secțiune gratuită concesionată companiei SAPN. | |              |
| A29 | |              |
| | Podul mobil de pe Canalul Tancarville. |              |
| Intersecție | Nod rutier între A131 și A29: Le Havre, Car Ferries; A13 (Rouen), Podul Tancarville.                                                                          | A131 A13     |
| De la A131 până la ieșirea 6; secțiune cu taxare în sistem deschis, concesionată companiei SAPN.                                                                                | |              |
| A29 E44 | |              |
| De la ieșirea 6 până la A28; secțiune cu taxare în sistem închis, concesionată companiei SAPN.                                                                                  | |              |
| | Punctul de taxare Epretot. |              |
| 6 - Étretat | Orașe deservite: Étretat, Le Havre-Ville Haute, Montivilliers, Saint-Romain-de-Colbosc.                                                                       | RD31 RD39    |
| 7 - Fécamp | Orașe deservite: Fécamp, Lillebonne, Bolbec, Podul Tancarville.                                                                                               |              |
| | Zonă de servicii: Bolleville (în ambele sensuri). |              |
| 8 - Cany-Barville | Orașe deservite: Cany-Barville, Yvetot, Fécamp, Podul Brotonne.                                                                                               |              |
| | Zonă de odihnă: Ecretteville-lès-Baons (în ambele sensuri).                                                                                                   |              |
| Intersecție | Nod rutier între 150 și A29: Rouen, Barentin, Pavilly. | A150         |
| 9 - Saint-Valery-en-Caux | Orașe deservite: Saint-Valery-en-Caux, Yvetot, Cany-Barville.                                                                                                 | RD20 RD929   |
| | Zonă de odihnă: Saint-Martin-aux-Arbres (în ambele sensuri).                                                                                                  |              |
| Intersecție | Nod rutier între 151 și A29: Rouen, Dieppe. | A151         |
| | Punctul de taxare Cottévrard. |              |
| 10 - Saint-Saëns | Orașe deservite: Saint-Saëns (nod rutier parțial). | RD98         |
| Tronson comun cu A28; secțiune gratuită neconcesionată, administrată de DIR Nord-Vest.                                                                                          | |              |
| Intersecție | Nod rutier între A28 și A29: A29 (Amiens), A16 (Calais, Boulogne-sur-Mer), Abbeville (nod rutier parțial).                                                    | A28 A16      |
| A28 E44 E402 | (tronson comun) |              |
| 11 - Le Pucheuil | Orașe deservite: Le Havre, Fécamp, Saint-Saëns, Tôtes. | RD929        |
| | Zone de servicii: Maucomble (sens Saint-Quentin - Caen) ; Bosc-Mesnil (sens Caen - Saint-Quentin).                                                            |              |
| 10 - Les Hayons | Orașe deservite: Dieppe, Saint-Saëns, Forges-les-Eaux. |              |
| 9 - Le Four Rouge | Oraș deservit: Neufchâtel-en-Bray. |              |
| 8 - Pays de Bray | Orașe deservite: Amiens, Neufchâtel-en-Bray, Aumale (nod rutier parțial).                                                                                     | RD929        |
| Intersecție | Nod rutier între A28 și A29: A16 (Calais, Boulogne-sur-Mer), Abbeville, Eu, Le Tréport.                                                                       | A28 A16      |
| A29 E44 | (sfârșitul tronsonului comun cu A28) |              |
| De la A28 până la ieșirea 12; secțiune cu taxare în sistem deschis, concesionată companiei Sanef.                                                                               | |              |
| 11 - Neufchâtel-en-Bray-nord | Oraș deservit: Neufchâtel-en-Bray (nod rutier parțial). | RD929        |
| 12 - Aumale | Orașe deservite: Eu, Le Tréport, Aumale, Formerie, Blangy-sur-Bresle.                                                                                         | RD929        |
| | Zonă de odihnă: Le Moulin de Pierre (sens Saint-Quentin - Caen).                                                                                              |              |
| De la ieșirea 12 până la ieșirea 31; secțiune cu taxare în sistem închis, concesionată companiei Sanef.                                                                         | |              |
| | Punctul de taxare Haudricourt. |              |
| | Zonă de odihnă: La Mare au Bois (sens Caen - Saint-Quentin).                                                                                                  |              |
| | Limitare la 130 km/h (sens Le Havre > Saint-Quentin). |              |
| | Trecerea din departamentul Seine-Maritime în departamentul Somme. Trecerea din regiunea Normandie în regiunea Hauts-de-France.                                |              |
| 13 - Poix-de-Picardie | Orașe deservite: Poix-de-Picardie, Grandvilliers, Airaines.                                                                                                   |              |
| | Zonă de servicii: Croixrault (în ambele sensuri). |              |
| Intersecție | Nod rutier între A16 și A29: Calais, Amiens-centru, Amiens-nord; A1 (Lille), A29 (Reims), Paris, Amiens-sud.                                                  | A16 A1       |
| A16 E44 | (tronson comun) |              |
| 18 - Salouël | Orașe deservite: Salouël, Amiens-Centrul Spitalicesc Universitar (CHU) Amiens-Picardie.                                                                       | RD1029       |
| Intersecție | Nod rutier între A16 și A29: Paris-vest, Cergy-Pontoise, Beauvais.                                                                                            |              |
| A29 E44 | (sfârșitul tronsonului comun cu A16) |              |
| | Punctul de taxare Dury. |              |
| 31 - Amiens-sud | Orașe deservite: Amiens-centru, Amiens-sud, Dury, Amiens-Centrul Comercial "Vallée des Vignes", Amiens-Centrul Spitalicesc Universitar (CHU) Amiens-Picardie. | RD210 RD1001 |
| De la ieșirea 31 până la ieșirea 51; secțiune gratuită concesionată companiei Sanef.                                                                                            | |              |
| 32 - Amiens-Henriville | Orașe deservite: Amiens-Henriville, Saint-Fuscien, Ailly-sur-Noye.                                                                                            | RD7          |
| 33 - Cagny | Orașe deservite: Cagny, Boves. |              |
| Intersecție | Nod rutier între RN25 și A29: Amiens-nord, Longueau, Saint-Quentin-en-Tourmont.                                                                               | RN25         |
| 51 - Pôle Jules Verne | Orașe deservite: Roye, Boves, Boves-Pôle Jules Verne, Longueau.                                                                                               |              |
| De la ieșirea 51 până la A26; secțiune cu taxare în sistem închis, concesionată companiei Sanef.                                                                                | |              |
| | Punctul de taxare Jules Verne. |              |
| | Limitare la 130 km/h (sens Saint-Quentin > Le Havre). |              |
| 52 - Villers-Bretonneux | | RD23         |
| | Zonă de servicii: Villers-Bretonneux (nod rutier parțial). |              |
| Intersecție | Nod rutier între A1 și A29: A2 (Bruxelles), A26 (Calais), Lille, Péronne; Paris.                                                                              |              |
| 53 - Gare TGV | Oraș deservit: Estrées-Deniécourt. |              |
| 54 - Athies | Orașe deservite: Athies, Ham, Péronne. |              |
| | Zonă de odihnă: Athies (accessible dans les deux sens). |              |
| | Trecerea din departamentul Somme în departamentul Aisne. |              |
| Intersecție | Nod rutier între A26 și A29: A1 (Lille), Calais, Cambrai, Saint-Quentin-centru; A4 (Metz, Nancy), A5 (Lyon), Reims, Saint-Quentin-sud.                        | A26 A1 A4 A5 |
| A29 E44 | |              |
| A26 E17 E44 | |              |